# HD48890
HD48890 — хімічно пекулярна зоря спектрального класу A2, що має видиму зоряну величину в смузі V приблизно  7,1.
Вона  розташована на відстані близько 291,0 світлових років від Сонця.